# Wody metamorficzne
Wody metamorficzne – typ genetyczny wód podziemnych. Powstają w wyniku niektórych procesów przetwórczych skał (metamorfizmu), w których przebiegu wydzielana jest woda. Przykładem takiej przemiany może być dehydroksylacja, którą przechodzą hydrokrzemiany z grupy minerałów ilastych (np. kaolinit).
Wody metamorficzne nie odgrywają znaczącej roli we współczesnym cyklu hydrologicznym.